# 아미 해머
아먼드 더글라스 "아미" 해머(영어: Armand Douglas "Armie" Hammer, 1986년 8월 28일 ~ )는 미국의 배우이다. 그는 쌍둥이 카메론 / 타일러 윙클보스 형제를 연기한 전기 드라마 영화 《소셜 네트워크》(2010), 타이틀 롤을 연기한 서사극 영화 《론 레인저》(2013), 일리야 쿠리야킨 역할을 연기한 액션 영화 《맨 프롬 UNCLE》(2015), 마이크 역할을 연기한 스릴러 영화 《마인》(2016), 잭슨 스톰의 목소리 연기를 한 애니메이션 영화 《카 3: 새로운 도전》와 올리버 역할을 연기한 로맨스 영화 《콜 미 바이 유어 네임》(2017)로 잘 알려져 있다. 다른 영화의 역할로는 판타지 어드벤처 영화 《백설공주》(2012), 허먼 모로우를 연기란 톰 포드 감독의 스릴러 영화 《녹터널 애니멀스》(2016)과 제임스 로드 각본의 역사 드라마 영화 《파이널 포트레이트》(2017)가 있다. 그는 클라이드 톨슨 역할을 연기한 전기 드라마 영화 《J. 에드가》(2011)에서 그의 연기는 미국 배우 조합상 영화부문 남우조연상에 후보 지명되었다. 그는 또한 《콜 미 바이 유어 네임》에서 연기로 비평가들의 찬사를 받아 크리틱스 초이스 영화상, 인디펜던트 스피릿 어워드와 골든 글로브상 남우조연상 후보에 지명되었다.

## 출연 작품

### 영화
| 년도 | 제목                                                  | 역할                          | 참고            |
| ---- | ----------------------------------------------------- | ----------------------------- | --------------- |
| 2006 | 플리카 Flicka                                         | 남자 반장                     |                 |
| 2008 | 엘리베이터 Blackout                                   | 토미                          |                 |
| 2008 | 빌리 그레이엄 목사의 어린 시절 Billy: The Early Years | 빌이 그래햄                   |                 |
| 2009 | 스프링 브레이크다운 Spring Breakdown                  | 비치코머 소년                 |                 |
| 2009 | 2081                                                  | 해리슨 베르예론               | 단편 영화       |
| 2010 | 소셜 네트워크 The Social Network                      | 카메론 / 타일러 윙클보스 형제 |                 |
| 2011 | J. 에드가 J. Edgar                                    | 클라이드 톨슨                 |                 |
| 2012 | 백설공주 Mirror Mirror                                | 앤드류 알콧 왕자              |                 |
| 2012 | 더 폴라 베어 The Polar Bears                          | 주크                          |                 |
| 2013 | 론 레인저 The Lone Ranger                             | 존 레이드 / 론 레인저         |                 |
| 2015 | 안투라지 Entourage                                    | 자신                          | 카메오          |
| 2015 | 맨 프롬 UNCLE The Man from U.N.C.L.E.                 | 일리야 쿠리야킨               |                 |
| 2016 | 국가의 탄생 The Birth of a Nation                     | 사무엘 터너                   |                 |
| 2016 | 녹터널 애니멀스 Nocturnal Animals                     | 허튼 모로우                   |                 |
| 2016 | 프리 파이어 Free Fire                                 | 오드                          |                 |
| 2016 | 마인 Mine                                             | 마이크 스티븐스               |                 |
| 2017 | 콜 미 바이 유어 네임 Call Me by Your Name             | 올리버                        |                 |
| 2017 | 파이널 포트레이트 Final Portrait                      | 제임스 로드                   |                 |
| 2017 | 카 3: 새로운 도전 Cars 3                              | 잭슨 스톰 (더빙)              | 애니메이션 영화 |
| 2018 | 쏘리 투 보더 유 Sorry to Bother You                   | 스티브 리프트                 |                 |
| 2018 | 호텔 뭄바이 Hotel Mumbai                              | 데이비드 링컨                 |                 |
| 2018 | 세상을 바꾼 변호인 On the Basis of Sex                | 마틴 D. 긴스부르크            |                 |
| 2019 | 상처의 해석                                           | 윌                            |                 |
| 2020 | 레베카                                                | 맥심 드 윈터                  |                 |
| 2020 | 쿼리                                                  |                               |                 |
| 2020 | 드림랜드                                              |                               |                 |
| 2022 | 나일 강의 죽음                                        | 사이먼 도일                   |                 |

### 텔레비전
| 년도 | 제목                                       | 역할                          | 참고                                          |
| ---- | ------------------------------------------ | ----------------------------- | --------------------------------------------- |
| 2005 | 어레스티드 디벨롭먼트 Arrested Development | 학생 #2                       | 에피소드: "The Immaculate Election"           |
| 2006 | 베로니카 마스 Veronica Mars                | 컬트                          | 에피소드: "Wichita Linebacker"                |
| 2007 | 위기의 주부들 Desperate Housewives         | 바렛                          | 에피소드: "Distant Past"                      |
| 2009 | 리퍼 Reaper                                | 모건                          | 5 에피소드                                    |
| 2009 | 가십걸 Gossip Girl                         | 가브리엘 에드워드             | 4 에피소드                                    |
| 2012 | 심슨 가족 The Simpsons                     | 카메론 / 타일러 윙클보스 형제 | 목소리 출연 에피소드: "The D'oh-cial Network" |
| 2012 | 아메리칸 대드! American Dad!               | 카 렌탈 에이전트              | 목소리 출연 에피소드: "The Wrestler"          |

### 무대
| 년도 | 제목               | 역할 | 참고  |
| ---- | ------------------ | ---- | ----- |
| 2018 | Straight White Men | 드류 | [ 2 ] |

### 비디오 게임
| 년도      | 제목                   | 역할                  | 참고  |
| --------- | ---------------------- | --------------------- | ----- |
| 2013–2015 | Disney Infinity Series | 존 레이드 / 론 레인저 | [ 3 ] |

## 수상 및 후보
| 년도                                               | 시상식                                                     | 부문                          | 작품                 | 결과   | 출처.  |
| -------------------------------------------------- | ---------------------------------------------------------- | ----------------------------- | -------------------- | ------ | ------ |
| 2010                                               | 할리우드 영화제                                            | 올해의 앙상블상               | 소셜 네트워크        | 수상   |        |
| 2010                                               | 토론토 영화 비평가 협회                                    | 최우수 남우조연상             | 소셜 네트워크        | 수상   | [ 4 ]  |
| 2010                                               | 시카고 영화 비평가 협회                                    | 가장 유망한 연기상            | 소셜 네트워크        | 후보   | [ 5 ]  |
| 2010                                               | 워싱턴 D.C. 아레아 영화 비평가 협회                        | 최우수 앙상블상               | 소셜 네트워크        | 후보   |        |
| 2011                                               | 크리틱스 초이스 영화상(미국 방송 영화 비평가 협회)         | 최우수 연기 앙상블상          | 소셜 네트워크        | 후보   | [ 6 ]  |
| 2011                                               | 미국 배우 조합상(스크린 액터 길드 어워드)                  | 영화부문 최우수 연기 캐스트상 | 소셜 네트워크        | 후보   | [ 7 ]  |
| 2011                                               | 댈러스-포트워스 영화 비평가 협회                           | 최우수 남우조연상             | J. 에드가            | 4위    | [ 8 ]  |
| 2011                                               | 휴스턴 영화 비평가 협회                                    | 최우수 남우조연상             | J. 에드가            | 후보   |        |
| 2012                                               | 미국 배우 조합상(스크린 액터 길드 어워드)                  | 영화부문 최우수 남우조연상    | J. 에드가            | 후보   | [ 9 ]  |
| 2017                                               | 시카고 영화 비평가 협회                                    | 최우수 남우조연상             | 콜 미 바이 유어 네임 | 후보   |        |
| 2017                                               | 샌프란시스코 영화 비평가 협회                              | 최우수 남우조연상             | 콜 미 바이 유어 네임 | 후보   |        |
| 2017                                               | 워싱턴 D.C. 아레아 영화 비평가 협회                        | 최우수 남우조연상             | 콜 미 바이 유어 네임 | 후보   | [ 10 ] |
| 2017                                               | 밴쿠버 영화 비평가 협회                                    | 최우수 남우조연상             | 콜 미 바이 유어 네임 | 후보   |        |
| 2018                                               | AACTA 어워드(오스트레일리아 영화 텔레비전 예술 아카데미상) | 최우수 남우조연상             | 콜 미 바이 유어 네임 | 후보   |        |
| 크리틱스 초이스 영화상(미국 방송 영화 비평가 협회) | 최우수 남우조연상                                          | 후보                          | 콜 미 바이 유어 네임 | [ 11 ] |        |
| 엠파이어상                                         | 최우수 남우주연상                                          | 후보                          | 콜 미 바이 유어 네임 | [ 12 ] |        |
| 골든 글로브상                                      | 영화부문 최우수 남우조연상                                 | 후보                          | 콜 미 바이 유어 네임 |        |        |
| 새틀라이트상(국제비평가협회)                       | 영화부문 최우수 남우조연상                                 | 후보                          | 콜 미 바이 유어 네임 | [ 13 ] |        |
| 인디펜던트 스피릿 어워드                           | 최우수 남우조연상                                          | 후보                          | 콜 미 바이 유어 네임 | [ 14 ] |        |